# Halmstad Pride
Halmstad Pride är en årligen återkommande festival i Halmstad.
Initiativet till Halmstad Pride togs 2014 när de lokala RFSU- och RFSL-föreningarna gick samman och bildade föreningen Halmstad Pride. 2000 personer deltog i den första prideparaden som hölls i maj 2015. I samband med den första festivalen installerades en regnbågsfärgad ljusinstallation i Pablo Picassos skulptur Kvinnohuvud. År 2016 förlades pridefirandet till 1 oktober, i samband med Kulturnatta. Knappt 3000 personer gick i prideparaden, däribland företrädare för Svenska Kyrkan, Arbetsförmedlingen och Halmstads garnison. Festivalen hade uppehåll under pandemiåren 2020 och 2021. 2022 samlade festivalens paradtåg tusentals personer.